# Roger Groslon
Roger Groslon, né le 20 mars 1933 à l'hôpital de la Croix-Rousse dans le 4e arrondissement de Lyon, est un sculpteur et peintre français. Son atelier est installé aux Échets, un hameau de Miribel dans l'Ain.

## Biographie
D'abord chromiste-héliograveur, il devient par la suite enseignant d'arts plastiques, activité qu'il mène parallèlement à celle d'artiste.

## Art public
- à Miribel :
  - sculpture L'arbre écoute située devant la Poste ; le plafond du bâtiment est également de Roger Groslon.
  - sculpture située devant la nouvelle école des Échets.
- à Rillieux-la-Pape[Note 1] :
  - sculpture Le Totem situé devant la MJC éponyme.
  - sculpture située quartier Semailles.
  - sculpture située à La Velette.
  - sculpture située près de la mairie.

## Publications et illustrations d'ouvrages
- Collectif (préf. Guy Dallevet, Jean Antonini, Stani Chaine, Jacky Darne et Marie Garance, ill. Roger Groslon, illustrant des poèmes de Pablo Neruda), Estampes, Villefranche-sur-Saône, maison des arts contemporains de Pérouges, 2011

- Gilles Maignaud (ill. Roger Groslon, illustrant de la musique de Giuseppe Verdi), Mine de plomb, Villefranche-sur-Saône, maison des arts contemporains de Pérouges

- Jean Antonini (ill. Roger Groslon), Ipse Fluvio, Lyon, Aléas, octobre 2006, 157 p. (ISBN 2-84301-151-5)

## Sélection d'expositions
Peinture
- 1999 : Boîte à peinture - Carton à musique, travail collaboratif avec Joseph Reveyron (compositeur) ; Maison des Écritures (échanges Culturels Bullukian).
- 2000 : mairie de Grigny.
- 2008 : 6e triennale internationale du papier au musée du Charmey (Suisse)[2].

- 2011 : Estampes autour de Pablo Neruda[3] à la maison des arts contemporains de Pérouges.

Sculpture
- 2007 : exposition de gravures sur bois à la maison des arts plastiques de Lyon à Lyon[4].

- 2009 : L'enlèvement d'Hélène, à la maison des arts contemporains de Pérouges.
- 2014 : exposition à la Villa Monderoux de Beynost[5].